# Димитър
Димѝтър е популярно българско мъжко име с гръцки произход.

## Произход
Гръцкият първообраз на Димитър – Δημήτριος, най-вероятно води началото си от Деметра, античната древногръцка богиня на земеделието, на зърнената жътва, на плодородието на земята и на зараждащия се живот, пазителката на брака и на свещения съюз, като производно от старогръцката дума „деметрис“ – принадлежащ на Деметра. Тя е наричана „носителка на сезоните“ в Омировия епос – важен белег, че е била почитана дълго преди олимпийските богове. Древните гърци виждали Деметра в съзвездието Дева. Именно Деметра научила хората на земеделие. Тя дала на Триптолем семена пшеница, който ги разпръснал по целия свят и научил хората на земеделие.
Във връзка с намерените антични светилища на бог Митра в България, както и в цялата Римска империя, възможен е и втори произход на името Димитър – „Ди Митра“ – посветен на бог Митра. Митраизмът е мистериален култ, практикуван в Римската империя от II в. пр.н.е. до IV век. Митра е бил описван като sol invictus („непобедимото слънце“), така че той е соларно божество. Местата за неговия култ са станали известни митреуми, най-често подземия. Божество Митра фигурира в прото-индоевропейската митология, но днешните изследователи са склонни да приемат, че митраизмът собствено е нововъзникнал култ, който няма реални връзки с предшестващите го вярвания.

## Разпространение
Поради известността на раннохристиянския светец великомъченик Свети Димитър името е широко разпространено, в различни варианти, в православните и по-рядко в някои католически страни в латинската си форма Деметриус. Формата „Димитър“ традиционно се среща в България, Република Северна Македония и сред останалите българи.
Към края на 2009 г. Димитър е третото по разпространеност мъжко име в България след Георги и Иван, носено от около 133 000 души (3,62% от мъжете). То е и петото най-често използвано мъжко име за родените през 2007 – 2009 година (2,22%). Позициите са същите и през 2012 г., а през 2019 е на четвърто място.
Имен ден се празува на Димитровден, 26 октомври.

## Исторически личности с името Димитър
- Деметрий Фалерски (350 пр.н.е.; † 280 пр.н.е.) е древногръцки философ и политик.
- Деметрий I Полиоркет, владетел на Древна Македония
- Димитър Джобс (откривателят на Диаметъра)
- Деметрий II Македонски
- Деметрий от Фарос
- Деметрий Хронограф
- Деметрий I Сотер, владетел на Сирия
- Деметрий I (Бактрия)
- Деметрий II (Бактрия)
- Деметрий II Никатор
- Деметрий III Аникет
- Деметрий III Еукер
- Деметрий (киник)
- Свети Димитър
- Димитър Български, първият признат от Византия за български патриарх с мирния договор, подписан с цар Петър I през 927
- Димитър Караджиков, български офицер, генерал-майор, командир на втори учебен авиополк, заместник-началник и началник на Висше военновъздушно училище „Георги Бенковски“ в Долна Митрополия и заслужил летец на България
- Димитър Звонимир, крал на Хърватия
- Деметре I, цар на Грузия
- Дмитрий Донски
- Хаджи Димитър
- Димитър Гюдженов, български художник
- Димитър Списаревски е български офицер, летец изтребител
- Димитър Бербатов